# Maria Ajzensztadt
Maria Ajzensztadt, Miriam (Marysia) Ajzensztadt (ur. czerwcu 1921 lub 1922 w Warszawie, zm. 1942 w Warszawie) – polska śpiewaczka żydowskiego pochodzenia, nazywana słowikiem getta.

## Życiorys
Córka dyrygenta chóru warszawskich synagog: Nożyków i Wielkiej Dawida Ajzensztadta. Występowała w getcie warszawskim na licznych koncertach, gdzie prezentowała repertuar śpiewaczy od arii operowych do popularnych szlagierów i piosenek pisanych już w getcie i dotyczących tragizmu lat Zagłady. Znana była pod zdrobniałą formą imienia – Marysia. Była także pianistką, przed wojną uczennicą Zbigniewa Drzewieckiego.
W roku 1940 wraz z całą rodzina trafia do getta warszawskiego, gdzie zaczęła dorabiać jako zawodowa śpiewaczka. Jej pierwszy publiczny występ odbył się w grudniu 1940 w Teatrze Melody Palace przy ulicy Rymarskiej 12, kierowanym przez Jerzego Jurandota. Najczęściej występowała w teatrze Femina przy ulicy Leszno 53. Śpiewała także w kawiarni „Sztuka”. Wykonywała pieśni polskie, żydowskie i hebrajskie, arie operowe i operetkowe Verdiego, Mozarta, Pucciniego, Rimskiego-Korsakowa, Glucka i Rossiniego.
Zginęła w pierwszych dniach wielkiej akcji deportacyjnej w getcie warszawskim w sierpniu 1942. Według jednej wersji zastrzelono ją, gdy nie dała oderwać się od ojca zabieranego przez Niemców z domu, według drugiej – zabito ją przy wejściu do wagonu na rampie Umschlagplatzu.
Pamięci Marysi Ajzensztadt poświęcony był Marsz Pamięci z 21 lipca 2013 roku. Akcja społeczna upamiętniała początek akcji deportacyjnej. Na początku Marszu, pod pomnikiem Umschlagplatz, wykonana została przez Maniuchę Bikont i Raphaela Rogińskiego pieśń „Ejli, Ejli, lama azawtani”, którą według naocznych świadków wykonała w gettowej kawiarni „Sztuka” przymuszona przez Niemców do śpiewu Marysia Ajzensztadt, co uwiecznione zostało na propagandowym filmie nazistowskim.